# لوكاس داوسون
لوكاس داوسون (بالإنجليزية: Lucas Dawson)‏ (12 نوفمبر 1993 بستوك أون ترينت في المملكة المتحدة - ) هو لاعب كرة قدم بريطاني في مركز الوسط. لعب مع ستوك سيتي ونادي كارلايل يونايتد وتيلفورد يونايتد ونونيتون بورو ‏.

## وصلات خارجية
- لوكاس داوسون على موقع قاعدة بيانات كرة القدم.إي يو (الإنجليزية)
- لوكاس داوسون على موقع Soccerbase.com (لاعب) (الإنجليزية)
- لوكاس داوسون على موقع AS.com (الإسبانية)